# Silvia Glatthard
Silvia Glatthard z d. Mühlemann (ur. 11 marca 1930 w Bönigen, zm. 20 lipca 2024) – szwajcarska narciarka alpejska, uczestniczka zimowych igrzysk olimpijskich 1952 rozgrywanych w Oslo.

## Osiągnięcia

### Igrzyska olimpijskie
| Miejsce | Dzień     | Rok  | Miejscowość | Konkurencja   | Czas biegu  | Strata   | Zwyciężczyni         |
| ------- | --------- | ---- | ----------- | ------------- | ----------- | -------- | -------------------- |
| 29.     | 14 lutego | 1952 | Oslo        | Slalom gigant | 2:23.1 min. | +16.3 s. | Andrea Mead-Lawrence |
| 15.     | 17 lutego | 1952 | Oslo        | Zjazd         | 1:54.9 min. | +7.8 s.  | Trude Jochum-Beiser  |